# Khabomai

Os rochedos Khabomai ou ilhéus Khabomai (em russo:  Хабомаи, língua japonesa: 歯舞群島 (Habomai guntō) são um grupo de 10 ilhéus pertencentes à Rússia, próximos das Ilhas Curilas. O maior é Seleni (em japonês: Shibotsu) com 51 km² de área.
As ilhas estão parcialmente inabitadas, servindo de posto de guarda para a marinha russa.

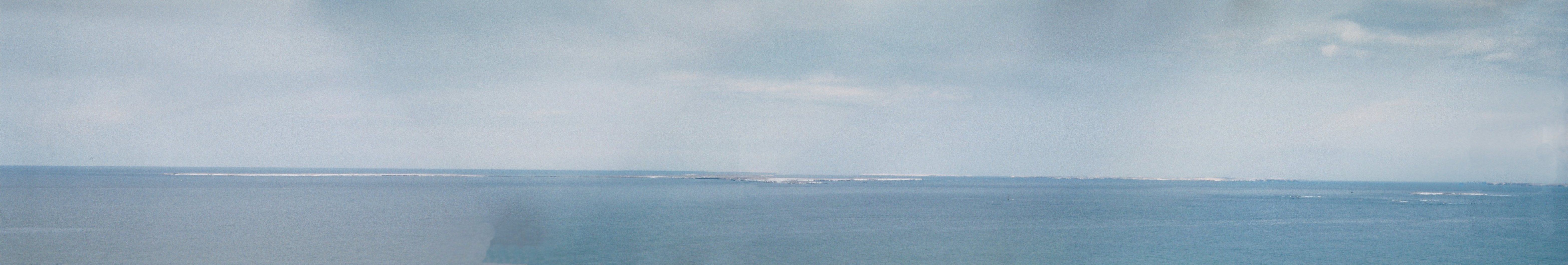
Fotografado a partir de Hokkaido, Península de Nemuro (Nosappu do Cabo). 26 de março de 2005